# Weidelbach (Spangenberg)
Weidelbach ist ein Stadtteil von Spangenberg im nordhessischen Schwalm-Eder-Kreis.

## Geschichte

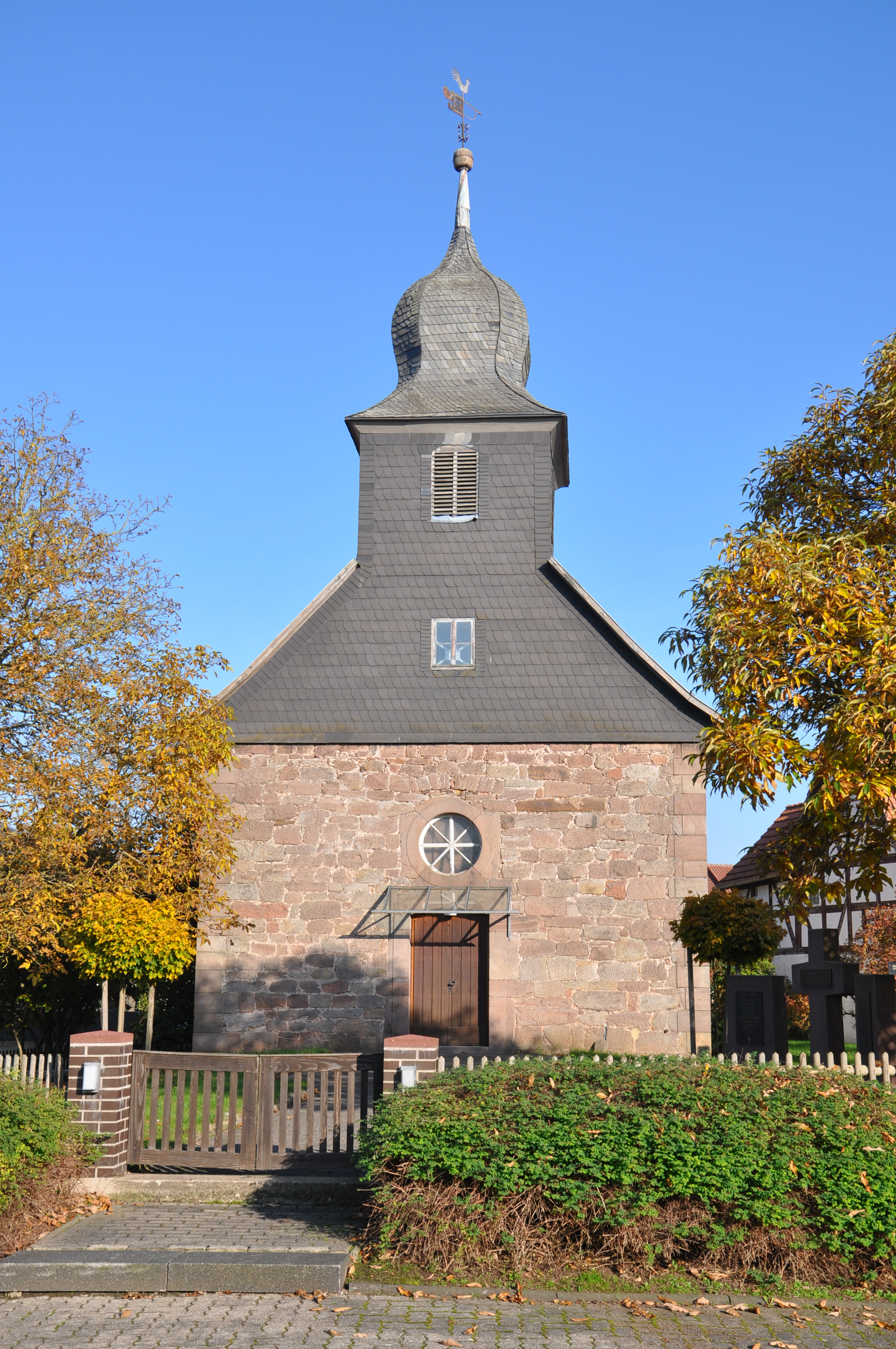
Ev. Kirche in Weidelbach

Die älteste bekannte Erwähnung von Weidelbach erfolgte im Jahr 1335 unter dem Namen „Widilbach“ in einer Urkunde der Stadt Neustadt. Im Jahre 1530 kam der Ort zusammen mit Schnellrode und Vockerode-Dinkelberg durch einen Tausch mit Quentel vom Amt Lichtenau zum Amt Spangenberg. 
Zum 1. Januar 1974 wurde die bis dahin selbständige Gemeinde Weidelbach im Zuge der Gebietsreform in Hessen kraft Landesgesetz in die der Stadt Spangenberg eingemeindet. Für Weidelbach wurde ein Ortsbezirk mit Ortsbeirat und Ortsvorsteher nach der Hessischen Gemeindeordnung gebildet.

## Bevölkerung
Einwohnerstruktur 2011
Nach den Erhebungen des Zensus 2011 lebten am Stichtag dem 9. Mai 2011 in Weidelbach 114 Einwohner. Darunter waren keine Ausländer.
Nach dem Lebensalter waren 12 Einwohner unter 18 Jahren, 42 zwischen 18 und 49, 27 zwischen 50 und 64 und 36 Einwohner waren älter. Die Einwohner lebten in 45 Haushalten. Davon waren 9 Singlehaushalte, 12 Paare ohne Kinder und 21 Paare mit Kindern, sowie 3 Alleinerziehende und keine Wohngemeinschaften. In 9 Haushalten lebten ausschließlich Senioren und in 21 Haushaltungen lebten keine Senioren.
Einwohnerentwicklung
| Quelle: Historisches Ortslexikon |                          |
| • 1585:                          | 27 Haushaltungen         |
| • 1747:                          | 35 Haushaltungen         |
| • 2004:                          | 62 Häuser, 215 Einwohner |

| Weidelbach: Einwohnerzahlen von 1834 bis 2019 | Weidelbach: Einwohnerzahlen von 1834 bis 2019 | Weidelbach: Einwohnerzahlen von 1834 bis 2019 | Weidelbach: Einwohnerzahlen von 1834 bis 2019 | Weidelbach: Einwohnerzahlen von 1834 bis 2019 |
| --- | --------------------------------------------- | --------------------------------------------- | --------------------------------------------- | --------------------------------------------- |
| Jahr |                                               |                                               |                                               | Einwohner                                     |
| 1834 | 1834                                          |                                               | 156                                           | 156                                           |
| 1840 | 1840                                          |                                               | 158                                           | 158                                           |
| 1846 | 1846                                          |                                               | 181                                           | 181                                           |
| 1852 | 1852                                          |                                               | 189                                           | 189                                           |
| 1858 | 1858                                          |                                               | 183                                           | 183                                           |
| 1864 | 1864                                          |                                               | 192                                           | 192                                           |
| 1871 | 1871                                          |                                               | 184                                           | 184                                           |
| 1875 | 1875                                          |                                               | 185                                           | 185                                           |
| 1885 | 1885                                          |                                               | 165                                           | 165                                           |
| 1895 | 1895                                          |                                               | 147                                           | 147                                           |
| 1905 | 1905                                          |                                               | 142                                           | 142                                           |
| 1910 | 1910                                          |                                               | 160                                           | 160                                           |
| 1925 | 1925                                          |                                               | 153                                           | 153                                           |
| 1939 | 1939                                          |                                               | 154                                           | 154                                           |
| 1946 | 1946                                          |                                               | 278                                           | 278                                           |
| 1950 | 1950                                          |                                               | 214                                           | 214                                           |
| 1956 | 1956                                          |                                               | 188                                           | 188                                           |
| 1961 | 1961                                          |                                               | 172                                           | 172                                           |
| 1967 | 1967                                          |                                               | 176                                           | 176                                           |
| 1974 | 1974                                          |                                               | 168                                           | 168                                           |
| 1980 | 1980                                          |                                               | ?                                             | ?                                             |
| 1990 | 1990                                          |                                               | ?                                             | ?                                             |
| 2000 | 2000                                          |                                               | ?                                             | ?                                             |
| 2011 | 2011                                          |                                               | 114                                           | 114                                           |
| 2019 | 2019                                          |                                               | 124                                           | 124                                           |
| Datenquelle: Historisches Gemeindeverzeichnis für Hessen: Die Bevölkerung der Gemeinden 1834 bis 1967. Wiesbaden: Hessisches Statistisches Landesamt, 1968. Weitere Quellen: LAGIS; Stadt Spangenberg:; Zensus 2011 |                                               |                                               |                                               |                                               |

Historische Religionszugehörigkeit
| • 1885: | 163 evangelische (= 98,79 %), zwei katholische (= 1,21 %) Einwohner |
| • 1961: | 163 evangelische (= 94,77 %), 9 katholische (= 5,23 %) Einwohner    |

## Politik
Dem Ortsbeirat gehören fünf Personen an. Alle kandidierten für die Wählergemeinschaft Weidelbach. Ortsvorsteher ist John Anderson.
Bei der Kommunalwahl 2021 lag die Wahlbeteiligung bei 74,47 %.

## Kultur
Die Weidelbacher werden „Sandhasen“ genannt. Dies rührt daher, dass Weidelbach auf sandigem Boden (Buntsandstein) erbaut ist.